# Bou Ismaïl
Bou Ismaïl (in arabo بو اسماعيل‎?) è una città dell'Algeria, capoluogo dell'omonimo distretto, nella provincia di Tipasa. Durante il periodo coloniale francese fu chiamata Castiglione, in onore della battaglia di Castiglione dello Stiviere vinta dalle truppe di Napoleone Bonaparte nel corso della prima campagna d'Italia. 
Dal punto di vista economico, storicamente, Bou Ismaïl ha vissuto di pesca, agricoltura e un po' di turismo estivo. Nell'ultimo decennio, diversi importanti gruppi industriali si sono installati nella zona industriale della città.